# Enzo Copetti
Enzo Nahuel Copetti (Presidencia Roque Sáenz Peña, 16 de enero de 1996) es un futbolista profesional argentino que juega como delantero centro y su equipo actual es Rosario Central, de la Primera División de Argentina.
Su carrera como jugador, comenzó en 2017, cuando debutó en Atlético de Rafaela, desempeñándose inicialmente como mediocampista; allí disputó partidos en Primera División y en la Primera B Nacional.
En 2021 fue transferido a Racing Club, donde participó en partidos de Copa Libertadores y Copa Sudamericana. Se consagró campeón del Trofeo de Campeones de la Liga Profesional en 2022 y además fue el goleador del equipo de ese año (21 goles convertidos).
Tuvo un paso desde diciembre de 2022 hasta mayo de 2024 por Charlotte Football Club de la Major League Soccer y luego regresó a Rosario Central.

## Trayectoria

### Atlético de Rafaela
Debutó profesionalmente en Atlético de Rafela el 2 de junio de 2016, en un empate 2-2 con Ferro Carril Oeste por Copa Argentina, que su equipo ganó por penales. Su debut en Primera División fue el 8 de abril de 2017, en la igualdad 1-1 contra Huracán.
En el equipo santafesino comenzó jugando como mediocampista por derecha, y recién en la temporada 2020/2021 tuvo su oportunidad como delantero, donde logró un mayor rendimiento metiendo muchos goles y especialmente de cabeza.

### Racing Club
Temporada 2021
Debutó en Racing Club el 20 de febrero de 2021, ante Aldosivi ingresando en el entretiempo y convirtiendo su primer gol a los 11 minutos del segundo tiempo.
El 10 de abril de 2021, en el Estadio Presidente Perón le hizo un gol a Independiente de penal al último minuto por la fecha 9 de la Copa de la Liga Profesional, en un clásico de Avellaneda muy polémico debido al reclamo de si fue falta fingida dentro del área por el jugador de Racing Iván Maggi.
Durante el primer semestre del 2021, le logró convertir goles a Aldosivi, Rosario Central y a Independiente. También les convirtió a Vélez y Boca en la definición por penales durante las fases de eliminación. En la Copa Libertadores le convirtió un gol a São Paulo en el partido de ida de los octavos de final en el estadio Morumbi. 
Durante el segundo semestre, convirtió 5 goles (Patronato, Unión, Rosario Central y Defensa y Justicia). También les hizo goles a Sportivo Belgrano, San Martín de San Juan y Godoy Cruz por Copa Argentina, pero terminaría errando un penal ante este último y Racing Club quedaría eliminado del certamen.
Temporada 2022
El 2022 empezó bien para Enzo Copetti. Volvió al gol frente a Argentinos Juniors, partido que finalizó 3-0 a favor de Racing, y lo festejó tomándose las orejas, como provocando a su propio público y generando el abucheo de parte de los espectadores. Después le convertiría a River Plate, en el Monumental. El 19 de marzo de 2022, le volvió a convertir a Independiente en el LDA en otro clásico que finalizó 2-1 a favor de la Academia.
Seguiría con un buen rendimiento marcando dos goles ante Sarmiento, un gol a Unión y dos más a Aldosivi, siendo este último por los octavos de final de la Copa de la Liga Profesional. El equipo dirigido por Gago quedaría eliminado en semifinales por Boca, siendo catalogado por muchos «injusto», puesto que el conjunto de Avellaneda venía mostrando mejor rendimiento que los xeneizes. Convirtió  su segundo gol internacional ante Cuiabá el 3 de marzo de 2022 por la Copa Sudamericana.  
Durante la segunda etapa del 2022, Enzo Copetti mostraría un rendimiento excelente. Sería autor de los goles frente a Gimnasia, Aldosivi, Sarmiento, Central Córdoba, Tigre, San Lorenzo, y Unión. En la fecha 7 sería autor de un penal errado frente a Independiente; sin embargo, los hinchas de Racing  comenzaron a ovacionarlo, demostrándole el cariño que fue ganando poco a poco en el club. En ese partido, la Academia se impuso 1-0 con gol de Hauche.
Por la fecha 24, faltando 3 jornadas para que termine el torneo y con Racing metido en la pelea por el título, Copetti metió un gol frente a Atlético Tucumán para abrir el marcador, tras un error del arquero Lampe. Finalizado el encuentro (2-0 a favor de Racing) realizó una declaración, que dejó en claro su mayor deseo desde que llegó a la Academia.

Obviamente, vamos a esperar a ver qué pase con los otros partidos. Sabemos que estamos ahí arriba, estamos todos juntos; que la gente se quede tranquila, nosotros vamos a luchar hasta el final. [...] Sí, vamos a salir campeones.
Copetti  vía Conferencia de prensa 

Si bien, Racing no se coronó campeón en ese campeonato, Enzo convirtió sus últimos dos goles en el torneo 2022 frente a Colón y Lanús. A partir de eso, el jugador empezó a recibir numerosas críticas y burlas, puesto a que el conjunto académico no había ganado como él dijo que iba a ser. Se limitó únicamente a publicar una respuesta a través de sus redes sociales.
El delantero finalmente tuvo revancha en el Trofeo de Campeones de la Liga Profesional, siendo parte del plantel que venció a Boca en el mismo y finalmente se coronó campeón; a pesar de no haber podido disputar la final por su lesión en el partido semifinal contra Tigre.
En Racing Club, Copetti marcó 31 goles y dio 8 asistencias en un total de 96 partidos jugados. Fue el goleador del equipo campeón durante todo el 2022 con 21 goles.

### Charlotte F. C.
En diciembre del 2022, se confirma la venta de Enzo Copetti al Charlotte Football Club de la Major League Soccer de los Estados Unidos por una cifra 6,3 millones de dólares brutos. Fueron 7 goles en 36 partidos antes de irse.
Con esas cifras, le alcanzaron para ser el segundo máximo goleador histórico del club, por detrás del polaco Karol Świderski que anotó 22 tantos. 

### Rosario Central
Tras pasar 1 año y 5 meses en la liga norteamericana, decidió volver al fútbol de su país: a Rosario Central: Los Canallas le compraron la ficha al Charlotte Football Club firmando un contrato a largo plazo. De esta forma, finalizaría su etapa en el fútbol extranjero. En La Academia Rosarina, Enzo Copetti volverá a disputar una Copa Libertadores después de varios años.

## Vida personal
En numerosas entrevistas se ha declarado hincha de River Plate, y ha admitido que su nombre «Enzo» proviene de la idolatría que su familia le tenía al futbolista Enzo Francescoli. Sin embargo, cuando le preguntaron a qué clubes del fútbol argentino iría, destacó a Racing sobre River y rechazó a Boca e Independiente: «Yo dije que jugaría en River pero obviamente si me llaman Racing y River, iría a Racing porque fue el primero que me abrió las puertas. Sin dudas entre Racing y River, elijo a Racing».

## Estilo de juego

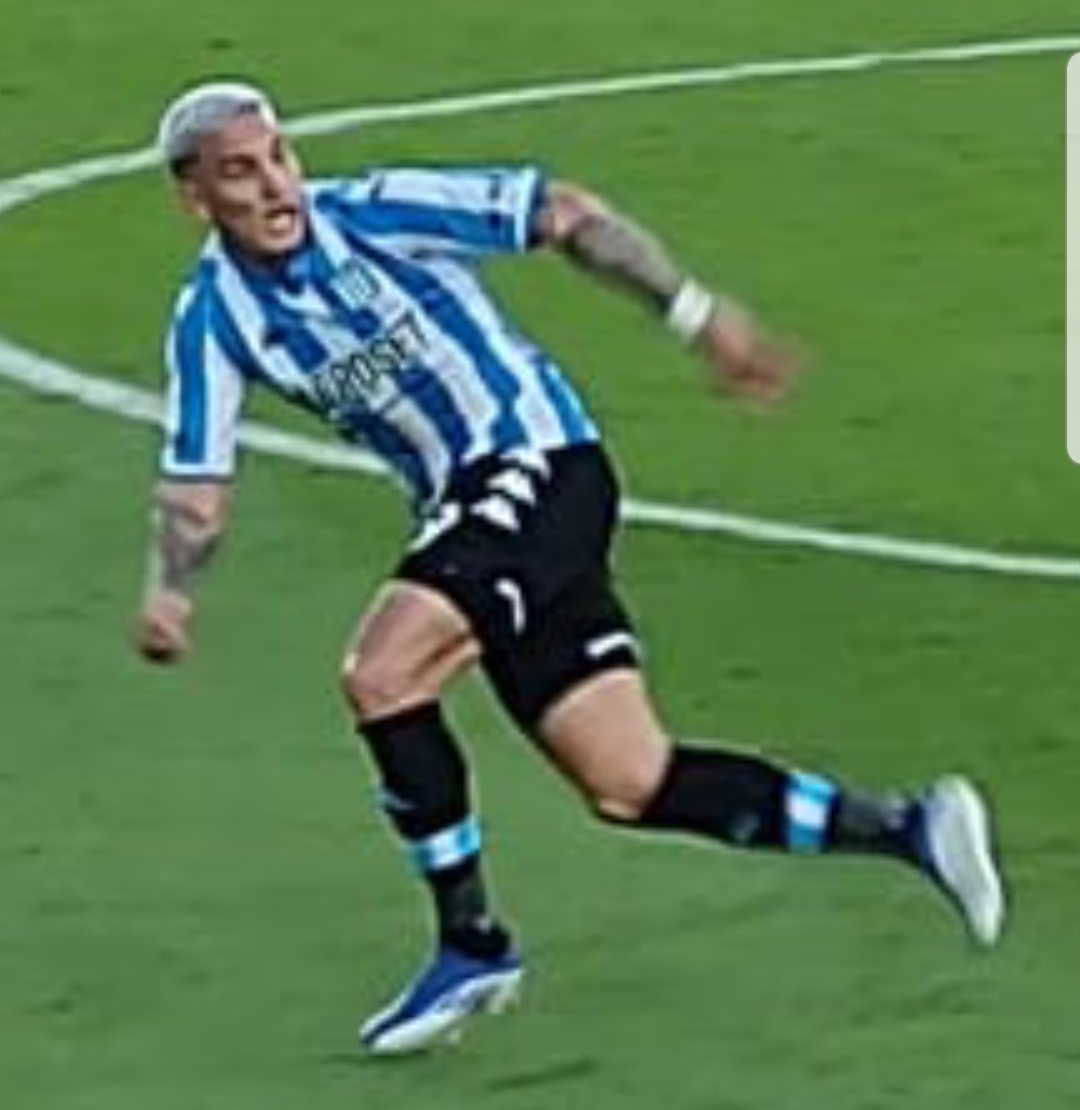
Enzo Copetti corriendo una pelota con Racing Club.

En Atlético de Rafaela, Enzo Copetti comenzó jugando como mediocampista. Sin embargo, en 2020 comenzó a desempeñarse como delantero, en donde tendría mayor rendimiento y potencial.
Se caracteriza por ser un jugador de extrema rapidez, capaz de pelear cada pelota y no darla por muerta.
En 2022, varios jugadores reconocidos, como Lautaro Martínez (quien también jugó en Racing Club como Enzo) expresaron que es un jugador que atraviesa un buen momento futbolístico, y que su esfuerzo fue lo que lo llevó a estar donde está.

Enzo Copetti está en un gran momento, no me gustaría ser el defensor del rival. Logró adaptarse bien y con esfuerzo se hizo indiscutido para el técnico.
Lautaro Martínez  vía entrevista en TyC Sports  

## Estadísticas

### Clubes
Actualizado hasta su último partido disputado el 16 de agosto de 2025.
| Club                           | Div.          | Temporada     | Liga  | Liga  | Liga   | Copas nacionales | Copas nacionales | Copas nacionales | Torneos internacionales | Torneos internacionales | Torneos internacionales | Total | Total | Total  |
| Club                           | Div.          | Temporada     | Part. | Goles | Asist. | Part.            | Goles            | Asist.           | Part.                   | Goles                   | Asist.                  | Part. | Goles | Asist. |
| ------------------------------ | ------------- | ------------- | ----- | ----- | ------ | ---------------- | ---------------- | ---------------- | ----------------------- | ----------------------- | ----------------------- | ----- | ----- | ------ |
| Atlético Rafaela Argentina     | 2.ª           | 2016          | —     | —     | —      | 1                | 0                | 1                | —                       | —                       | —                       | 1     | 0     | 1      |
| Atlético Rafaela Argentina     | 2.ª           | 2016-17       | 3     | 0     | 0      | —                | —                | —                | —                       | —                       | —                       | 3     | 0     | 0      |
| Atlético Rafaela Argentina     | 2.ª           | 2017-18       | 9     | 0     | 0      | 1                | 0                | 0                | —                       | —                       | —                       | 14    | 0     | 0      |
| Atlético Rafaela Argentina     | 2.ª           | 2018-19       | 21    | 0     | 3      | 4                | 1                | 0                | —                       | —                       | —                       | 25    | 0     | 3      |
| Atlético Rafaela Argentina     | 2.ª           | 2019-20       | 10    | 0     | 0      | —                | —                | —                | —                       | —                       | —                       | 10    | 0     | 0      |
| Atlético Rafaela Argentina     | 2.ª           | 2020          | 9     | 5     | 2      | —                | —                | —                | —                       | —                       | —                       | 9     | 5     | 2      |
| Atlético Rafaela Argentina     | Total club    | Total club    | 52    | 5     | 5      | 6                | 1                | 1                | 0                       | 0                       | 0                       | 58    | 6     | 6      |
| Racing Club Argentina          | 1.ª           | 2021          | 23    | 3     | 0      | 19               | 6                | 1                | 7                       | 1                       | 1                       | 49    | 10    | 2      |
| Racing Club Argentina          | 1.ª           | 2022          | 25    | 11    | 4      | 18               | 9                | 1                | 4                       | 1                       | 1                       | 47    | 21    | 6      |
| Racing Club Argentina          | Total club    | Total club    | 48    | 14    | 4      | 37               | 15               | 2                | 11                      | 2                       | 2                       | 96    | 31    | 8      |
| Charlotte F. C. Estados Unidos | 1.ª           | 2023          | 27    | 6     | 1      | 2                | 1                | 0                | —                       | —                       | —                       | 29    | 7     | 1      |
| Charlotte F. C. Estados Unidos | 1.ª           | 2024          | 9     | 1     | 1      | —                | —                | —                | —                       | —                       | —                       | 9     | 1     | 1      |
| Charlotte F. C. Estados Unidos | Total club    | Total club    | 36    | 7     | 2      | 2                | 1                | 0                | —                       | —                       | —                       | 38    | 8     | 2      |
| Rosario Central Argentina      | 1.ª           | 2024          | 22    | 1     | 2      | 1                | 0                | 0                | 4                       | 0                       | 0                       | 27    | 1     | 2      |
| Rosario Central Argentina      | 1.ª           | 2025          | 23    | 3     | 2      | 1                | 0                | 0                | -                       | -                       | -                       | 24    | 3     | 2      |
| Rosario Central Argentina      | Total club    | Total club    | 45    | 4     | 4      | 2                | 0                | 0                | 4                       | 0                       | 0                       | 51    | 4     | 4      |
| Total carrera                  | Total carrera | Total carrera | 181   | 30    | 16     | 45               | 16               | 3                | 15                      | 2                       | 2                       | 241   | 48    | 21     |
| 1. 2. 3.                       |               |               |       |       |        |                  |                  |                  |                         |                         |                         |       |       |        |

## Palmarés

### Campeonatos nacionales
| Título              | Club        | País      | Año  |
| ------------------- | ----------- | --------- | ---- |
| Trofeo de Campeones | Racing Club | Argentina | 2022 |